# براندون ألين
براندون ألين (بالإنجليزية: Brandon Allen)‏ (و. 1986  م) هو لاعب كرة قاعدة، من الولايات المتحدة، ولد في كونروي، يلعب كقاعدي أول ‏، ومدافع أيسر ‏.

## التعليم
تعلم في Montgomery High School (Texas) ‏.

## روابط خارجية
- براندون ألين على موقع دوري كرة القاعدة الرئيسي (الإنجليزية)
- براندون ألين على موقع الدوري الياباني لكرة القاعدة (الإنجليزية)
- براندون ألين على موقعبيزبول رفرنس.كوم (الدوري الرئيسي) (الإنجليزية)
- براندون ألين على موقعبيزبول رفرنس.كوم (الدوري الثانوي) (الإنجليزية)
- براندون ألين على موقع إي إس بي إن.كوم (أم.أل.بي) (الإنجليزية)
- براندون ألين على موقع مشجعي الرسوم البيانية (الإنجليزية)